# Ensebach
Der Ensebach (auch Enzebach) ist ein etwa 2,5 km langer rechter und westlicher Zufluss der Our.

## Verlauf
Der Ensebach entspringt in den Ardennen in der Nähe des Hermefeldes (südlich der Eisenbahnlinie). Er fließt durch hügeliges bewaldetes Gelände in südöstlicher Richtung, seiner Hauptfließrichtung, die er bis zum Erreichen der Our beibehält, westlich an Auf den Hecken und dem Backelsberg vorbei und mündet schließlich oberhalb von Hüllscheid (Manderfeld) in die Our.